# End of the Line
Pour plus de détails, voir Fiche technique et Distribution.
End of the Line est un film américain réalisé par Jay Russell et sorti en 1987.

## Synopsis
Jugeant peu rentable certaines lignes de chemins de fer, une compagnie de transports ferroviaire décide d'en fermer. Cette fermeture marque la condamnation d'employés au chômage. Mais deux employés, refusant de se soumettre, décident de voler une locomotive afin de se rendre au siège de leur entreprise.

## Fiche technique
- Titre : End of the Line
- Réalisation : Jay Russell
- Scénario : Jay Russell et John Wohlbruck
- Producteurs : Lewis M. Allen et Peter Newman
- Coproducteur : Walker Stuart
- Productrice exécutive : Mary Steenburgen
- Musique : Andy Summers
- Directeur de la photographie : George Tir
- Montage : Mercedes Danevic
- Distribution des rôles : Pat McCorkle
- Création des décors : Neil Spisak
- Direction artistique : Vaughan Edwards
- Décorateur de plateau : Paul Kelly
- Création des costumes : Van Broughton Ramsey
- Sociétés de production : Guadalupe-Hudson Productions et The Sundance Institute
- Sociétés de distribution :  Orion Classics
- Pays :  États-Unis
- Genre : Comédie dramatique
- Durée : 103 minutes
- Date de sortie :
  - États-Unis : 28 août 1987

## Distribution
- Wilford Brimley : Will Haney
- Levon Helm : Leo Pickett
- Kevin Bacon : Everett
- Bob Balaban : Warren Gerber
- Barbara Barrie : Jean Haney
- Judy Benson : Lucille
- Michael Beach : Alvin
- Carroll Dee Bland : Chester
- Henderson Forsythe : Thomas Clinton
- Holly Hunter : Charlotte
- Mary Steenburgen : Rose Pickett
- Clay Crosby (VF : Aurélien Ringelheim) : le pompiste

## Production

### Réception
End of the Line a obtenu 60 % de critiques favorables sur le site Rotten Tomatoes, basé sur cinq commentaires et une note moyenne de 5.4⁄10
Distribué dans un faible taux de salles, le film a récolté 25,000 $ lors de sa première et unique semaine en salles.